# Billings, Ontario
Billings är en kommun (township) i Kanada.   Den ligger i provinsen Ontario, i den sydöstra delen av landet, 500 km väster om huvudstaden Ottawa. Billings ligger 221 meter över havet och antalet invånare är 506.